# 武汉经济

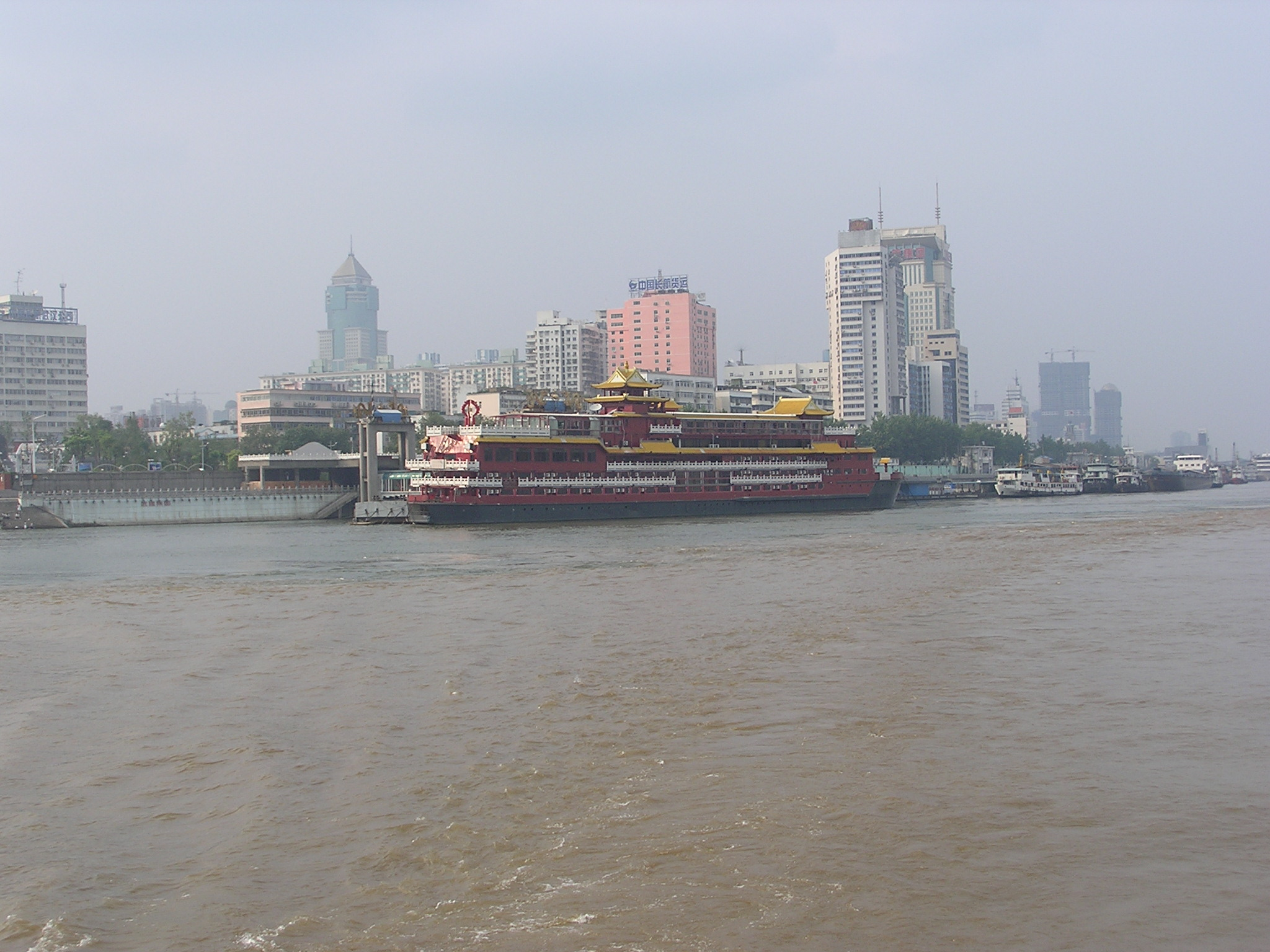
从武汉轮渡上看汉口市区

武汉是华中地区乃至中国内陆最大的工商业城市，拥有冶金、纺织、造船、制造、光电、信息、医药、食品、化工、汽车等产业。在清朝末期、国民政府时期及中华人民共和国初期，武汉三镇经济繁荣，位居亚洲前列，故曾有“东方芝加哥”之称。但自1980年代以来，武汉的发展未能跟上改革开放的步伐，逐渐被“珠三角”、“长三角”和“环渤海”地区抛在了身后。这种情况在进入21世纪后开始迅速转变，城市建设有了长足的进步，2015年武汉市获评全国卫生文明城市后，城市面貌大为改善。20世纪90年代，武汉建立了位于蔡甸区沌口的武汉经济技术开发区、位于武昌的武汉东湖新技术开发区（武汉·中国光谷）、位于汉口东西湖的武汉临空港经济技术开发区，以及位于新洲阳逻的武汉阳逻经济开发区。中国最大钢铁公司宝武钢铁的子公司武汉钢铁（集团）公司位于武汉；中国三大汽车制造厂之一东风汽车公司总部位于武汉；中国最大的水电能源企业中国长江三峡集团总部亦位于武汉。同时，武汉拥有武汉经开综合保税区、武汉东湖综合保税区、武汉新港空港综合保税区三个综合保税区。
近年来，武汉经济发展迅猛，在全国经济排名不断上升，成为当前国内发展最快的城市之一，是长江沿线城市带三大经济体之一，工业产值仅次于上海市和重庆市，高于南京市，人均GDP超1万美元。经国家统计局核实，2014年，武汉市GDP迈入中国城市“万亿GDP俱乐部“，居华中地区首位，15个副省级城市中位列第三。2015年，武汉市国内生产总值达11000亿元，连续两年位列全国城市第八位 。

## 工业信息
武汉是中国重要的工业基地。现已形成门类比较齐全、配套能力较强的工业体系。武汉正在大力发展现代制造业，着力推进产业技术升级、集群发展。重点发展钢铁、汽车及机械装备、电子信息、石油化工、环保、烟草及食品、家电、纺织服装、医药、造纸及包装印刷十大主导产业。同时运用产业政策，引导企业向园区集中。重点发展钢铁化工及环保产业聚集区、汽车及机电产业聚集区、光电子及生物医药产业聚集区、食品工业聚集区、都市工业聚集区。一批年销售收入过百亿元的大型企业，以及一批拥有核心技术的“武汉制造”知名品牌正在涌现。此外，武漢擁有中國中部第一個永不落幕的工業城鎮之稱。
- 汽车整车生产企业：东风雪铁龙、标致汽車、东风本田、东风日产、东风雷诺、上海通用、东风风神、东风渝安、东风电动、三环汽车和3604改装车

- 汽车零部件生产企业：提爱思全兴、德尔福汽车、佛吉亚、法雷奥、圣戈班

- 依托武汉密集的高校资源优势和光谷国家级自主创业示范区、中国（湖北）自贸区，目前英特尔、微软、腾讯、阿里巴巴、搜狐、爱立信、华为、中兴、联想、摩托罗拉、新思科技、思科、甲骨文、施耐德、霍尼韦尔、惠普、西门子、飞利浦、Uber、赛默飞世尔科技、强生、辉瑞制药、拜耳等一大批世界500强企业纷纷在汉建立了基地或研发中心。

- 科技信息产业：中国信息通信科技集团有限公司、长江存储、长飞光纤、凡谷电子、普天通信、富士康、联发科、冠捷、楚天激光

- 生物医药：中国医疗器械有限公司、中国医药集团联合工程有限公司、中国生物技术股份有限公司、中国医药工业研究总院

- 烟草：湖北中烟工业公司（黄鹤楼牌香烟）

- 工业企业：武汉钢铁集团、中国一冶集团有限公司

武漢雖地處內陸但因為有長江，所以，也是中國造船重鎮之一，中國海軍潛艇有很多都是在武漢的武昌造船厂建造。

## 外商投资
武汉是中国首批沿江对外开放的城市之一，一直是外商投资中西部的热点地区和首选城市。武汉坚持“开放先导”战略，一大批枢纽性、功能性基础设施相继建成并投入使用，极大地提升了城市综合服务功能。同时，从转变政府职能入手，对外来企业实行“一条龙”联合办公制度、市长对话会制度、受理投诉制度、投资环境责任制度等等，投资环境日益改善。目前，武汉是法国在中国投资额最高的城市。法国在武汉的最大单个投资项目是法国PSA标致雪铁龙集团与中国东风汽车公司合资的汽车项目，经过多次增加投资，目前法国在该项的总投资额已远远超出在中国其他城市单个项目的投资额。此外，法国PSA标致雪铁龙集团亚太总部迁至武汉。法国在武汉的各类投资总额已占法国在中国全部投资的三分之一。另外，在武汉所有外商投资中，港资比重最大。  截止2019年底共有300家世界500强公司在汉设立分公司或办事处。

## 金融商贸
武汉一直是长江中游的商贸金融中心，历史上流传着“货到汉口活”的说法。明末清初，汉口就跻身全国四大名镇之列，成为“楚中第一繁盛处”。上个世纪初，汉口一度成为中国第二大对外通商口岸，中国四大金融中心之一。今天，这座商家必争之地仍然商贾云集，千街熙攘。目前，全市拥有商业网点12万余个，有3家商业企业跻身全国连锁经营企业30强行列，全市社会消费品零售总额突破千亿元大关。武汉的主要商业集中在中山大道、解放大道（航空路）、江汉路、汉正街市场、司门口、中南路、钟家村。新兴商圈有街道口、王家湾、徐东、光谷、广埠屯（为华中最大的IT市场）。武汉本土的武商摩尔城是武汉国际广场、武商广场和世贸广场三大购物中心形成。总部位于武汉的中国第三大连锁超市中百仓储是武汉本土企业。法国家乐福和迪卡侬、德国麦德龙、美国沃尔玛、瑞典宜家家居和英特宜家、日本永旺、新加坡凯德、台湾蓝天、大润发、香港百佳、新世界（K11）和恒隆等国际零售商业巨头相继进入武汉，推动了武汉商业贸易发展。武汉金融、證券交易同样活跃，中国人民银行武汉分行负责鄂、湘、赣的金融监管。3家政策性银行、5家国有商业银行、加上邮储银行和12家全国性股份制商业银行均全部在武汉设立分支机构，汇丰银行、渣打银行、东亚银行、南洋商业银行、华侨银行、日本瑞穗银行、三菱日联银行、韩国企业银行等多家外资银行在汉设立了分行。另外，台资银行中台湾土地银行、台湾中小企业银行和富邦华一银行在武汉也设有分行。本地银行有汉口银行、湖北银行、武汉农商银行和民营银行武汉众邦银行。合众人寿、国华人寿、长江财险、长江证券、天风证券、交银国际信托等多家金融机构总部设在武汉。